# Stanisław Tołłoczko

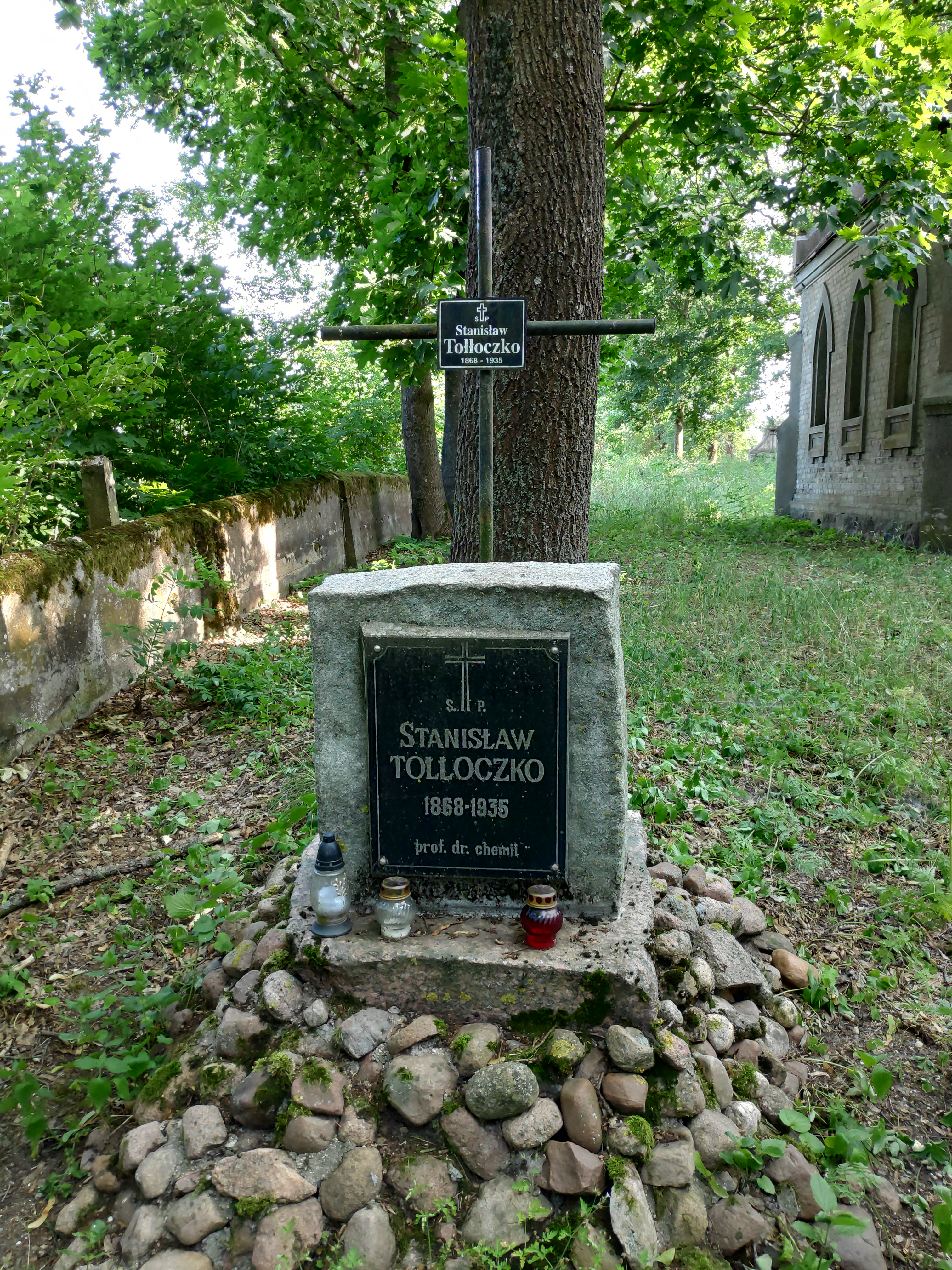
Grób Stanisława Tołłoczko w Rakowicy (Białoruś)

Stanisław Tołłoczko (ur. 22 sierpnia 1868 w Czelejowie k. Brześcia, zm. 5 marca 1935 we Lwowie) – polski chemik, profesor.

## Życiorys
Syn Jana Tołłoczki i Karoliny z Jaskłowskich. Jego ojciec brał udział w powstaniu styczniowym w 1863 za co został przez Rosjan zesłany na Sybir, a majątek Rakowica koło Brześcia miał być skonfiskowany. Stanisław w 1893 ukończył Cesarski Uniwersytet Warszawski z tytułem kandydata nauk przyrodniczych. W 1896 uzyskał tytuł naukowy doktora filozofii na Uniwersytecie w Getyndze. Został asystentem na Uniwersytecie Jagiellońskim, gdzie w 1901 habilitował się uzyskując tytuł docenta chemii fizycznej. W 1905 powołany na profesora Uniwersytetu Lwowskiego, a w jego strukturze został kierownikiem Katedry Chemii Nieorganicznej, od 1918 do 1935 w ramach Wydziału Matematyczno-Przyrodniczego Uniwersytetu Jana Kazimierza. Od 1914 do 1917 pełnił funkcję dziekana Wydziału Filozoficznego lwowskiego uniwersytetu.
W 1923 był wiceprezesem zarządu lwowskiego Polskiego Towarzystwa Chemicznego. W 1935 wybrany na prezesa PTCh. Był kierownikiem I Instytutu Chemicznego Uniwersytetu Jana Kazimierza we Lwowie. Członek przybrany Towarzystwa Naukowego we Lwowie, członek czynny Towarzystwa Naukowego w Warszawie, w latach 1912–1913 prezes Polskiego Towarzystwa Przyrodników im. Kopernika. W latach 1908–1914 redaktor „Kosmosu”.
Zajmował się głównie kinetyką reakcji chemicznych. Wraz z Ludwikiem Brunerem był autorem wielokrotnie wznawianych podręczników chemii nieorganicznej (przy współpracy Wiktora Kemuli) i organicznej (wydania powojenne w opracowaniu Bogusława Bobrańskiego). 
Zmarł 5 marca 1935, a 7 marca odbył się jego pogrzeb. Pochowany w kaplicy w pobliżu majątku rodzinnego w Rakowicy (obecnie na terenie Białorusi).
Jego córka, Krystyna Różyska, była znaną polską architektką.

## Odznaczenie
- Krzyż Komandorski Orderu Odrodzenia Polski (9 listopada 1932)[7]